# Vrije van Sluis (bestuur)
Het Vrije van Sluis was een bestuurlijk orgaan dat is ontstaan tijdens de Opstand tegen het Spaanse bewind. In 1580 trad een deel van de schepenen van het Brugse Vrije toe tot de Unie van Utrecht. In 1584 werd Brugge weer heroverd door Parma en aan de Unie van Utrecht onttrokken. Het Oost Vrije echter bleef trouw aan deze Unie en werd in 1586 ontheven van onderhorigheid aan Brugge. De schepenen van deze gebieden, overeenkomend met het huidige West-Zeeuws-Vlaanderen werden door de Staten-Generaal beëdigd tot het College ‘s Lands van de Vrijen te Sluis, hetgeen kortweg het "Vrije van Sluis" werd genoemd.
Dit gebied was verdeeld in drie ambachten, namelijk Oostburg, Aardenburg en IJzendijke. In 1599 werd de Raad van Vlaanderen te Middelburg opgericht als hof van appel. Voorheen zetelde dit hof te Brugge. Het bestond uit een hoogbaljuw en acht schepenen. Ook had dit college het oppertoezigt over dijken en waterstaatswerken.
Toen in 1604 ook Sluis en het Eiland van Cadzand werden veroverd door de Staatsen, werd het Vrije van Sluis een deel van Staats-Vlaanderen en kwam het onder het bestuur van de Staten-Generaal.
Het College 's Lands van den Vrijen van Sluis werd gevormd in 1604 en vergaderde sinds 1605 in Sluis, eerst in het huis van Filips van Royen, een schepen van Sluis, sedert 1625 in het Landshuis te Sluis, gebouwd door de heren van Baenst. Dit huis werd in 1794 door de Fransen in brand gestoken.

## Recente tijd
- In de 20e eeuw is de naam Het Vrije van Sluis gebruikt voor een waterschap dat West-Zeeuws-Vlaanderen omvatte, ruwweg overeenkomend met het vroegere bestuursgebied. Dit is opgericht op 1 januari 1942 en heeft bestaan tot 1 januari 1999, toen het fuseerde met de waterschappen De Drie Ambachten en Hulster Ambacht tot het Waterschap Zeeuws-Vlaanderen.

- De naamgeving van de in 2003 gevormde fusiegemeente Sluis is evenzeer gebaseerd op het oude bestuursgebied het Vrije van Sluis.